# 奎阿線
奎阿線 (けいあせん、中文表記: 奎阿铁路) または奎北線は、中国新疆ウイグル自治区のイリ・カザフ自治州クイトゥン市にある北疆線クイトゥン駅を起点に、カラマイ市・ブルルトカイ県・北屯市を経由して、アルタイ市を結ぶ全長535.55kmの鉄道路線。単線・電化。その大部分はジュンガル盆地の西側を通過する。

## 歴史
- 2007年4月24日、奎北線（クイトゥン・北屯鎮間）が着工。
- 2009年12月29日、奎北線クイトゥン・カラマイ間で貨物列車が運行開始。
- 2011年4月18日、終点の北屯鎮駅まで貨物列車が運行開始。
- 2011年6月1日、奎北線で旅客列車が運行開始。
- 2011年12月28日、北屯鎮が市に昇格したのに伴い、終点駅名を北屯鎮駅から北屯市駅に改称。
- 2014年4月26日、北阿線（北屯市・アルタイ間）が正式に着工。北屯市より東北へ向かい、エルティシ川を跨いでアルタイ市の南方12kmにあるアルタイ駅を結ぶ。
- 2016年9月19日、全線開通。
- 2017年6月10日、旅客列車運行開始。

### 将来計画
アルタイ駅からは将来、阿富準線（アルタイ-富蘊-準東を結ぶ428kmの路線）が接続する予定である。阿富準線は2016年8月に着工した。